# Wola Duchowna
Wola Duchowna – wieś w Polsce, w województwie wielkopolskim, w powiecie pleszewskim, w gminie Czermin.
Do 2023 miejscowość była częścią wsi Czermin.
W latach 1975–1998 Wola Duchowna należała administracyjnie do województwa kaliskiego.